# Троянова, Яна Александровна
Я́на Алекса́ндровна Троя́нова (род. 12 февраля 1973, Лечебный, Свердловская область) — российская актриса театра и кино, телеведущая. Получила известность благодаря фильмам «Волчок», «Жить», «Кококо», «Страна ОЗ» и телесериалу «Ольга».

## Биография
Родилась 12 февраля 1973 года в посёлке Лечебном Сысертского района под Свердловском. В 1978 году вместе с матерью переехала в Свердловск, где в 1990 году окончила среднюю школу.
Мой папа — Витя, а я по отчеству Александровна. В свидетельстве о рождении в графе «отец» мать записала: «Александр Сергеевич», в честь Пушкина. Она у меня такая хохмачка! Фамилия Троянова тоже плод её творчества. По дедушке мы Мокрицкие, известного польского рода.Яна Троянова о своём отчестве и фамилии
Защитила дипломную работу по психоанализу Зигмунда Фрейда на философском факультете Уральского государственного университета. Затем училась в Екатеринбургском театральном институте (мастерская В. И. Анисимова), но на втором курсе ушла в Малый драматический театр «Театрон». Уже там, познакомившись с Н. Колядой, сезон 2005/2006 годов работала в «Коляда-театре».
С 2007 года снимается в кино и сериалах. В 2014 году состоялся дебют как режиссёра и сценариста — на кинофестивале «Кинотавр» в конкурсе «Короткий метр» участвовала с фильмом «Рядом».
С 2015 по 2018 год работала в качестве приглашённой актрисы в Московском театре Олега Табакова, где играла роль Панночки в спектакле Василия Сигарева «Вий».
С 2019 по 2021 год была ведущей трёх сезонов реалити-шоу «Последний герой» на телеканале «ТВ-3». Снялась в видеоклипе Монеточки «Папина любовница» (2020).
После российского вторжения на Украину в октябре 2022 года уехала из России сначала в Турцию, затем — во Францию.

### Семья
Отец — Виктор Смирнов; мать умерла в 2015 году. Есть сестра Елена.
Первый муж — Константин Ширинкин (умер в 2004 году). Сын — Николай Ширинкин (1990—2011), покончил жизнь самоубийством. Второй муж — Василий Сигарев, драматург и режиссёр, состояли в отношениях с 2003 по 2020 год.

## Общественная позиция
Принимала участие в оппозиционных общественных акциях: выступала в поддержку политзаключённых и Алексея Навального.
В 2018 году стала одним из организаторов «Марша матерей» — акции в поддержку обвиняемых по делу «Нового величия», за что получила предостережение от прокуратуры об уголовной ответственности за нарушения на акции.
Выступает против вторжения России на Украину. В июне 2023 года дала интервью Юрию Дудю, в котором подвергла критике российские власти и вторжение на Украину. После этого телесериал «Ольга», комедия «Конец фильма» и реалити-шоу «Последний герой» с её участием были изъяты из библиотек российских онлайн-кинотеатров и телеканала ТНТ.
В ноябре 2023 года Министерством юстиции России внесена в список физических лиц «иностранных агентов» за «распространение недостоверной информации о принимаемых российскими властями решениях и проводимой ими политике».
В июле 2024 года Федеральной службой по финансовому мониторингу включена в перечень террористов и экстремистов.

## Фильмография
Актриса
| Год       |     | Название                                                     | Роль                       |
| --------- | --- | ------------------------------------------------------------ | -------------------------- |
| 2007      | кор | Сахар                                                        | главная роль               |
| 2009      | ф   | Волчок                                                       | мать / голос за кадром     |
| 2012      | ф   | Жить                                                         | Гришка                     |
| 2012      | ф   | Кококо                                                       | Вика Никонова              |
| 2012      | ф   | Небесные жёны луговых мари                                   | Орика                      |
| 2015      | ф   | Страна ОЗ                                                    | Ленка Шабадинова           |
| 2015      | кор | Петух                                                        | сотрудник ЗАГСа            |
| 2016      | ф   | Короче                                                       | главная роль               |
| 2016—2023 | с   | Ольга                                                        | Ольга Терентьева           |
| 2017      | кор | Лалай-Балалай                                                | мама мальчика              |
| 2017      | кор | Z                                                            | Лера                       |
| 2017      | с   | Детки                                                        | Ирен, администратор кабаре |
| 2019      | с   | Бар «На грудь» (2-й сезон, 4-я серия «Бандитский Петербург») | Настя «Гербалайф»          |
| 2019      | ф   | Марафон желаний                                              | Пуси Пауэр                 |
| 2020      | ф   | Как Надя пошла за водкой                                     | Псина                      |
| 2020      | с   | Чича из Ольги                                                | Яна                        |
| 2021      | ф   | Конец фильма                                                 | Настя                      |
| 2024      | с   | Процессы                                                     | Имя персонажа не указано   |

Режиссёр
| Год  |     | Название | примечание          |
| ---- | --- | -------- | ------------------- |
| 2013 | кор | Рядом    | режиссёр, сценарист |

### Участие в видеоклипах
| Год  | Название           | Исполнитель | Режиссёр      |
| ---- | ------------------ | ----------- | ------------- |
| 2020 | «Папина любовница» | Монеточка   | Илья Соловьёв |

## Театральные работы
- «Театрон» (Екатеринбург)

| Спектакль       | Роль    |
| --------------- | ------- |
| «Женитьба»      | Дуняшка |
| «Чёрное молоко» | Мелкий  |

- «Коляда-театр» (Екатеринбург)

| Спектакль | Роль   |
| --------- | ------ |
| «Золушка» | сестра |

- Московский театр Олега Табакова (Москва)

| Спектакль | Роль     |
| --------- | -------- |
| «Вий»     | Панночка |

## Награды и номинации
| Церемония                                                 | год  | Номинация                   | Проект            | Результат |
| --------------------------------------------------------- | ---- | --------------------------- | ----------------- | --------- |
| Национальная премия кинокритики и кинопрессы «Белый слон» | 2009 | Лучшая главная женская роль | Фильм «Волчок»    | Номинация |
| Asia Pacific Screen Award, (Австралия)                    | 2009 | Best Performance (Actress)  | Фильм «Волчок»    | Номинация |
| 20-й открытый российский кинофестиваль «Кинотавр»         | 2009 | Лучшая женская роль         | Фильм «Волчок»    | Победа    |
| 23-й открытый российский кинофестиваль «Кинотавр»         | 2012 | Лучшая женская роль         | Фильм «Кококо»    | Победа    |
| ХХ фестиваль русского кино в Онфлёре, (Франция)           | 2012 | Лучшая женская роль         | Фильм «Кококо»    | Победа    |
| 26-я церемония награждения премии «Ника»                  | 2013 | Лучшая женская роль         | Фильм «Жить»      | Номинация |
| Национальная премия кинокритики и кинопрессы «Белый слон» | 2015 | Лучшая главная женская роль | Фильм «Страна ОЗ» | Победа    |
| GQ Россия 2017                                            | 2017 | Женщина года                | Сериал «Ольга»    | Победа    |

## Оценки творчества
Троянова — сама страна ОЗ. Артхаусная и народная. Элли и Кабирия, Мордюкова и Шарлиз Терон в одном лице. Сначала её знали критики и синефилы, потом пришла Ольга — как море полноводная. Тётка из спального района — родня миллионам, из последних сил пытающаяся залатывать треснувшую гармонию окружающего мира. Не залатывается.Лариса Малюкова, «Новая газета» 16 августа 2016